# Robinson Reichel
Pour les articles homonymes, voir Reichel.
Robinson Reichel est un acteur de télévision né le 16 mai 1966 à Munich en Allemagne.

## Biographie et carrière
Robinson Reichel est originaire de Munich. Il est le fils d'Irmhild Wagner et Horst A. Reichel, un couple d'acteurs et metteurs en scène. 
Après avoir obtenu son diplôme d'études secondaires, il entame des cours de théâtre au Zinner Studio de Munich de 1987 à 1989. Il étudie la philosophie pendant quelques semestres à l’Université Louis-et-Maximilien de Munich. En 1997, il est diplômé du Hollywood Acting Workshop de Los Angeles. 
Il obtient son premier rôle de premier plan à la télévision en 1979 dans la série en trois parties de ARD Das verbotene Spiel puis devient un «spécialiste» des séries policières bien connues telles que Tatort, Polizeiruf 110, Derrick , Le Renard, Un cas pour deux, SOKO 5113, Siska ou Balko. Aux côtés de Winfried Glatzeder dans la série Tatort, il incarne le commissaire d'origine russe Michael Zorowski et ce dans douze épisodes de 1996 à 1998.
Robinson Reichel est également acteur de doublage 

## Filmographie (sélection)

### Acteur
- 1978 : Unternehmen Rentnerkommune
- 1983 : Derrick : Dernier rendez-vous (Tödliches Rendez-vous)
- 1989 : Derrick : L’assassin de Kissler (Kisslers Mörder)
- 1989 : Derrick : Vengeance (Rachefeldzug)
- 1992 : Derrick : Des roses pour Linda (Der stille Mord)
- 1993 : Derrick : Le cœur a ses raisons (Ein sehr trauriger Vorgang)
- 1993 : Derrick : L’indifférence (Katze ohne Ohren)
- 2001 : Qui peut sauver le Far West ?
- 2007 : Die Rosenheim-Cops : Fisslers Flucht
- 2008 : Polizeiruf 110: Wie ist die Welt so stille
- 2009 : Soko brigade des stups : Pfadfinder
- 2014 : Die Rosenheim-Cops : Der Tote hinter der Tonne
- 2015 : SOKO Stuttgart : Tabu
- 2017 : Alerte Cobra : Die Autobahnpolizei et Der Königsmörder
- 2018 : T-34, machine de guerre

### Acteur de doublage
- 2007 : Les Quatre Fantastiques et le Surfer d'argent : Reed Richards (Ioan Gruffudd)
- 2008 : Hercule Poirot : Rendez-vous avec la mort : Leonard Boynton (Mark Gatiss)
- 2010 : Frozen : Rifkin (Adam Johnson)
- 2011 : Sanctum :  Carl Hurley (Ioan Gruffudd)